# Zumaya
Cet article concerne une langue tchadique. Pour la ville basque, voir Zumaia.
Le zumaya est une langue tchadique du Cameroun. Selon Ethnologue, Languages of the World, elle était encore parlée par 25 personnes en 1987 à Ouro-Lamorde, un village proche de la ville de Maroua dans la région de l'Extrême-Nord. Elle fait partie des 19 langues camerounaises qui ont disparu entre 1983 – date de publication du premier Atlas linguistique du Cameroun – et 2004. Les populations utilisent le peul à la place.
Selon Roger Blench, « cette langue n'est connue que par quelques mots recueillis auprès du dernier locuteur. Elle fait apparemment partie du groupe masa ».